# Montagnes de Huron
Pour les articles homonymes, voir Huron (homonymie).
Les montagnes de Huron sont une chaîne de petites montagnes dans la péninsule supérieure de l'État du Michigan. Elles sont principalement situées dans les comtés de Marquette et de Baraga, près du lac Supérieur.
Les montagnes sont les restes des crêtes beaucoup plus élevées, remontant à la période précambrienne, qui sont passées par des périodes successives de soulèvement et d'érosion. Les roches granitiques et métamorphiques mettent en évidence l'action glaciaire plus récente. Géologiquement, ce secteur fait partie du bouclier canadien.
La chaîne est caractérisée par sa végétation boréale et des habitats divers et primitifs. Elle inclut un des plus grands secteurs de forêt primaire dans la région des Grands Lacs. Les forêts sur les montagnes sont dominées par la ciguë et les bois durs nordiques. Des forêts sur les pentes et les arêtes raides de montagne sont dominées aux stands de pin et chêne.
La région a été préservée principalement à cause de l'influence du Huron Mountain Club (HMC), qui possède un grand secteur de terre dans les montagnes. Le club a commissionné le naturaliste Aldo Leopold pour créer un plan de conservation pour la région. Cependant, le club privé limite également avec zèle l'accès à sa propriété.
Vers la fin des années 1950, les montagnes de Huron étaient un candidat pour devenir un parc national des États-Unis. Le HMC a utilisé son influence pour miner la proposition, car il ne voulait pas d'une augmentation annuelle des visiteurs.